# The Astrophysical Journal
The Astrophysical Journal  (abbreviato in ApJ) è una delle più importanti pubblicazioni scientifiche specializzate nel campo dell'astronomia e dell'astrofisica. Fu fondata nel 1895 da George E. Hale e James E. Keeler, e da allora un gran numero di scoperte astronomiche è stato presentato per la prima volta su questa rivista.

## Storia editoriale
Nel 1953 la rivista principale è stata affiancata da dei supplementi (The Astrophysical Journal Supplement Series) pensati per la pubblicazione di materiale particolarmente voluminoso. In entrambe le riviste, un articolo viene pubblicato solo dopo essere stato sottoposto al processo di revisione paritaria, ovvero solo dopo che uno scienziato indipendente ed esperto del settore (noto come referee) ha esaminato criticamente il manoscritto.

## Direttori
- George Ellery Hale (1895–1902)
- Edwin Brant Frost (1902–1932)
- Edwin Hubble (1932–1952)
- Subrahmanyan Chandrasekhar (1952–1971)[1]
- Helmut A. Abt (1971–1999)
- Robert Kennicutt (1999–2006)
- Ethan Vishniac (dal 2006)